# Ernesto Cotorruelo
Ernesto Cotorruelo Sendagorta (m. Madrid, ?), dirigente deportivo español. Hermano de Agustín Cotorruelo.
En 1942, E. Cotorruelo recibió la Medalla al Mérito Deportivo por su labor al frente de la Federación Castellana de Fútbol antes y después de 1939 en reconocimiento a "su labor infatigable por el fútbol castellano".
Presidente de la Federación Castellana de Fútbol en 1946. Autor del epílogo del libro Atlético de Madrid (1951), de Manuel Monasterio.
Un estadio de Carabanchel, en la ciudad de Madrid, lleva su nombre.